# Histoire du département de l'Aisne durant l'Antiquité
L’Aisne fut l’un des quatre-vingt-trois départements créés en 1790. Il fut constitué de territoires issus de la Picardie (Laonnois, Soissonnais, Noyonnais, Valois, Vermandois, Thiérache) et de la Champagne (Brie).
Nous parlerons ici, pour l'Antiquité, de la région comprise dans les limites géographiques actuelles de ce département.

## La conquête romaine
À l'arrivée des Romains, trois peuples occupaient le territoire actuel du département :
- les Rèmes à l'est (Laonnois et peut-être Thiérache),
- les Suessions au sud (Soissonnais, Omois),
- les Viromanduens au nord-ouest (Vermandois et peut-être Thiérache),

Ces peuples belges ou Belgae, comme dans le reste de la Gaule, étaient formés de plusieurs tribus (César parle de civitas et de pagus, respectivement traduit par les historiens par "peuple" et "tribu"). Ils étaient indépendants les uns des autres, seulement liés entre eux par des relations d'alliance ou de clientèle. Informés des activités romaines en Gaule, les Belges qui formaient un ensemble particulier, ne réagirent pas dans un premier temps. Il fallut l'arrivée de Jules César à leur frontière et la menace imminente de l'ennemi pour que les Belgae s'unissent.

### Campagne de -57 contre les Belges

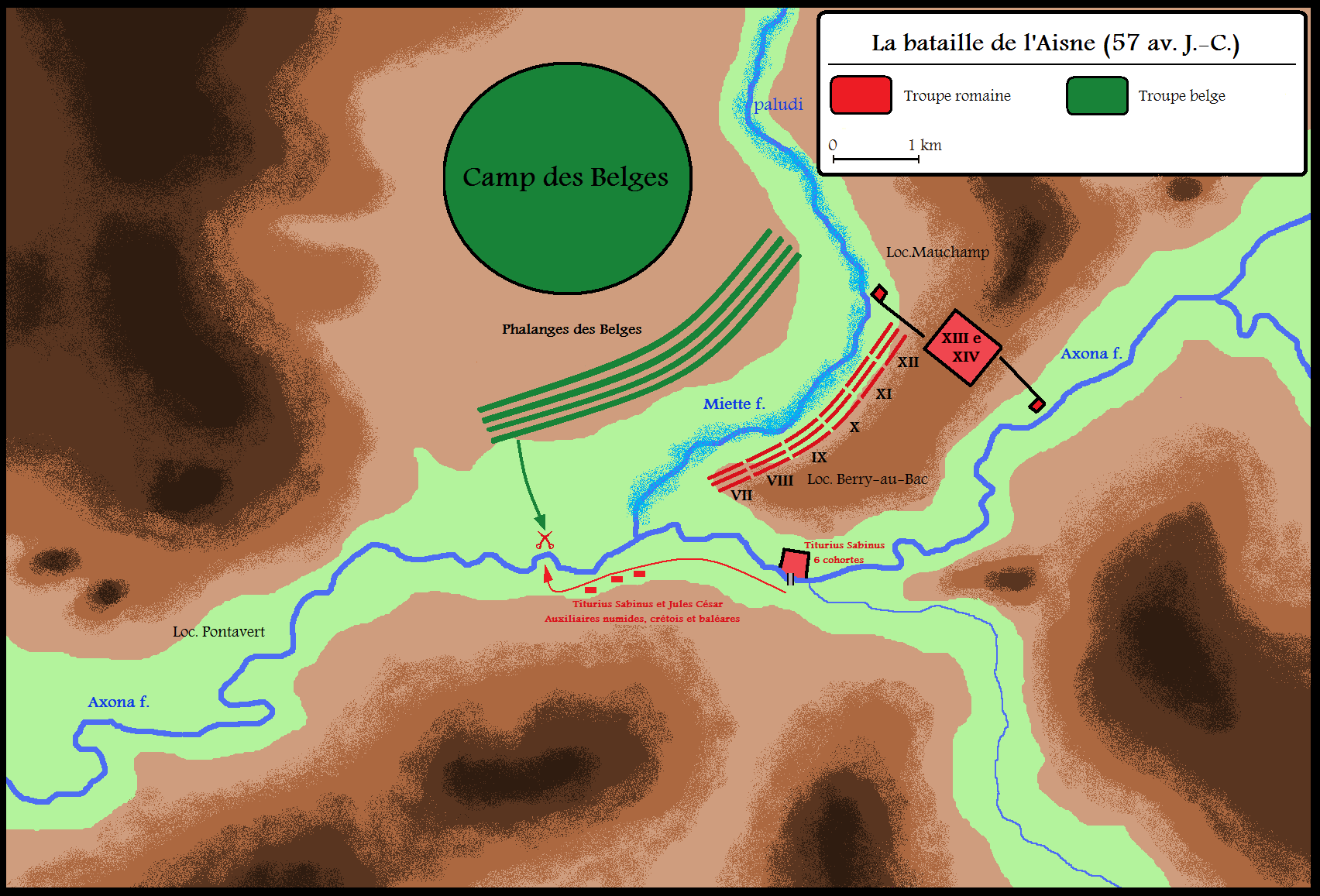
Bataille de l'Aisne opposant l'armée belge aux légions de César et de ses lieutenants Titurius Sabinus et Labienus.

Au cours de l'hiver -56/-57, une vaste coalition regroupant tous les peuples du nord des Gaules (à l'exception des Rèmes qui étaient des alliés de Rome depuis longtemps) vit le jour. Forte de près de 300 000 hommes, cette coalition se mit en marche sous les ordres de Galba, roi des Suessions. Au mois de mai, ils envahirent le pays des Rèmes, firent le siège de Bibrax, un oppidum situé sur la colline du Vieux-Laon près de Saint-Thomas, à une douzaine de kilomètres au sud-est de Laon. César vint à la rescousse de ses alliés et força la levée du siège avec à peine 80 000 hommes sous son commandement.
La coalition belge vola en éclats et chaque peuple rentra sur ses terres pour s'y tenir sur la défensive non sans s'être préalablement assuré d'un soutien mutuel en cas d'attaque des Romains. De son côté, Jules César profita de ce qui ressemblait à une débandade désorganisée pour avancer en territoire ennemi et arriver devant Noviodunum, Pommiers près de Soissons, l'oppidum principal des Suessions qui fut pris et les Suessions se soumirent.
Continuant sur sa lancée, Jules César imposa sa loi aux Bellovaques, non sans combattre, aux Ambiens puis marcha contre les Viromanduens alliés pour la circonstance et selon les accords préalables aux Nerviens et aux Atrebates. La bataille eut lieu sur les bords de la Sabis (la Sambre ou la Selle, la question est toujours débattue) et les Romains durent faire face à une résistance acharnée de leurs adversaires avant de les vaincre.

### Le soulèvement général de la Gaule en -52
En -52, à la suite du massacre des Carnutes qui fut un élément déclencheur, tous les chefs gaulois se réunirent à Bibracte, pour organiser un soulèvement général contre les Romains. Rendez-vous que ne manquèrent pas les Belges (seuls, les Rèmes étaient absents en raison de leur alliance avec les Romains). Ils envoyèrent des contingents pour soutenir les Arvernes, mais Vercingétorix fut défait à Alésia.

### Le soulèvement des Bellovaques en -51
En -51, les Bellovaques, le peuple le plus puissant de la région, se soulevèrent, entraînant d'autres Belgae. La défaite marque le vrai commencement de la domination romaine en Gaule belgique.

## Sous la domination romaine
Après la conquête, il fallut attendre la fin de la guerre civile avant que Rome ne s'occupe de la Gaule. Une fois vainqueur, Auguste ne tarda pas à déployer son génie organisateur. En -27, la Gaule est divisée en trois provinces : la Gaule aquitaine, la Gaule lyonnaise et la Gaule belgique, dans laquelle la région que nous étudions ici était comprise.

### Durant le Haut-Empire

#### L'organisation politique et administrative
Le sort des peuples qui s'étaient opposés ou alliés à Rome fut variable, mais tous durent s'organiser sous la forme d'une cité (civitas) avec une ville chef-lieu. La cité des Rèmes, alliée indéfectible des Romains depuis longtemps, conserva théoriquement son indépendance en tant qu' "amie du peuple romain" ; son chef-lieu, situé hors du département de l'Aisne, était Durocortorum (Reims). La cité des Suessions était dite "libre", mais soumise à un impôt. La cité des Viromanduens était stipendiaire (c'est-à-dire soumise au paiement d'un tribut). En fait, ces statuts particuliers, utiles pour diviser les Gaulois et ainsi assurer un meilleur contrôle, furent progressivement réduits à une valeur symbolique, car toutes furent soumises à l'impôt. En revanche, la distinction du statut juridique, entre cités pérégrines, cités de droit latin et cités de droit romain avait une importance réelle, car elle déterminait le statut de ses citoyens.

#### L'urbanisation
Le modèle de civilisation diffusé par Rome s'organisait autour de la vie urbaine. Après la mise en place d'un réseau routier de bonne qualité, nécessaire à un bon contrôle du pays, car permettant un déplacement rapide des troupes, l'une des premières mesures fut le développement d'un réseau de villes comme centres administratifs et politiques des civitates. Dans l'Aisne, deux villes furent fondées ex nihilo : Augusta Suessionum (Soissons), capitale des Suessions et Augusta Viromanduorum (Saint-Quentin), capitale des Viromanduens. Bientôt, d'autres centres urbains plus modestes se développèrent. Les principaux sont : Vervins, Château-Thierry et Nizy-le-Comte. Mais il y avait encore une bonne vingtaine d'autres bourgs. Cependant, l'essentiel de la population continua de vivre dans les établissements agricoles dispersés dans les campagnes.

#### La romanisation
Les peuples de la région ont rapidement assimilé les us et coutumes, ainsi que les lois de leurs vainqueurs : c'est ce que l'on appelle la "romanisation". Elle s'est traduite notamment par l'adoption de la langue latine, de l'écrit, des pratiques alimentaires et cultuelles de type méditerranéen, du mode de vie urbain et, plus progressivement, du droit romain. Toutefois, des particularités "provinciales" ont subsisté, notamment dans le domaine religieux, où les divinités locales continuèrent d'être honorées. Il est donc légitime de parler d'une civilisation "gallo-romaine".
Cette culture romaine fut diffusée dans les campagnes, non seulement par les classes supérieures, propriétaires des centres d'exploitation agricoles, les villae, mais aussi par les commerçants et artisans des agglomérations plus modestes. Comme ailleurs en Gaule, la prospérité apportée par la Pax Romana culmina dans la seconde moitié du IIe siècle.

### Durant le Bas-Empire

#### La crise duIIIesiècle
À partir du milieu du IIIe siècle, cette prospérité fut mise en péril, à la fois par des difficultés internes (épidémies, instabilité politique, brigandage), mais surtout par les ravages dus aux razzias des peuples germaniques frontaliers désormais difficiles à contenir. Les villes furent particulièrement affectées et leur déclin, amorcé dès la fin du IIe siècle, probablement pour des raisons économiques, s'accentua.

#### La prospérité rétablie
À la fin du IIIe siècle, Dioclétien réorganisa l'Empire romain afin de mieux faire face aux menaces, tant internes qu'externes. Il divisa le territoire en diocèses et en provinces plus petites. Le département fit alors partie de la Belgique Seconde, l'une des huit provinces du diocèse des Gaules. La capitale de la province fut Durocortorum (Reims), tandis que Saint-Quentin perdait probablement son statut de chef-lieu de cité des Viromanduens au profit de Vermand. Soissons fut, comme les autres capitales de cité de la Gaule, entourée d'une puissante muraille.
Cette politique énergique permit de rétablir une certaine prospérité, pour un demi-siècle, qui apparait surtout dans les campagnes, où la concentration des terres dans les mains d'un petit nombre de grands propriétaires se traduisit par le déploiement d'un luxe inconnu dans les centres d'exploitation des grands domaines ruraux, les villae.

#### Premières implantations germaniques
Dès la fin du IIIe siècle, des lètes furent implantés dans les régions septentrionales de la Gaule, particulièrement dévastées, pour contribuer à repeupler les campagnes. L'origine de ces lètes reste discutée. Il semble s'agir principalement de Germains alliés de Rome, vaincus et réduits en servitude, libérés par les armées romaines lors de leurs campagnes victorieuses dans les territoires germaniques. Il est possible qu'il y avait aussi parmi eux des provinciaux capturés par les Germains lors de leur razzias. Dans l'Aisne, un groupe fut installé autour de Condren (préfecture des lètes de Condren à Noyon).
Dans la seconde moitié du IVe siècle, lorsque la situation se dégrade de nouveau et le péril germanique se fait plus menaçant, l'Empire fait de plus en plus appel à des auxiliaires germains comme combattants. Ils ne sont pas incorporés dans l'armée, mais dispersés dans les campagnes, pour contrôler des points stratégiques. Leur présence est attestée par des sépultures particulières, qui révèlent à la fois leur origine étrangère et leur situation économique privilégiée. Les découvertes archéologiques montrent qu'ils étaient nombreux dans l'Aisne. Les nécropoles de Vermand ont livré de nombreuses et riches sépultures renfermant des objets d'origine germanique, dont celle d'un chef.

#### La christianisation
La pénétration du christianisme fut tardive. Même si les églises locales voulurent affirmer leur ancienneté au moyen de récits hagiographiques de nombreux martyres attribués à la fin du IIIe siècle (tels Quentin ou Crépin et Crépinien) et de longues listes épiscopales (dont les premiers évêques sont probablement imaginaires), la propagation de la foi nouvelle semble assez limitée au IVe siècle. Toutefois, les fouilles récentes dans la basilique de Saint-Quentin ont montré que la tombe du martyr local Quentin était intégrée dans un édifice, vraisemblablement cultuel, vers le milieu du IVe siècle. Les chrétiens organisèrent leurs églises dans les cadres politiques romains qui furent à l'origine des diocèses de Reims, de Soissons et de Noyon (d'abord fixé à Vermand jusqu'au VIe siècle probablement). L'église de Laon n'eut un évêque particulier qu'au VIe siècle (voir aussi l'article Église catholique en France).

### La fin de la Gaule romaine
En 486, le dernier représentant de l'Empire romain dans la région, Syagrius, fut défait à Soissons par les Francs saliens commandés par Clovis. Toute la région passa sous le contrôle des Francs... Une nouvelle page se tournait et, avec cette page nouvelle, une nouvelle époque débutait pour la région.